# AVN Media Network
AVN Media Network és una empresa de publicació, mitjans digitals i gestió d'esdeveniments per a la indústria d'entreteniment per a adults. La cartera d'empreses d'AVN Media Network inclou diverses publicacions, exposicions, espectacles i comunitats de la indústria per a adults àmpliament reconegudes. Aquests inclouen gfy.com, una comunitat d'administradors web per a adults, la revista AVN, AVN Online, GayVN i AVN Adult Entertainment Expo.
AVN Media Network, Inc. té la seva seu a Chatsworth (Los Angeles)